# Olbert van Gembloers
Olbrecht van Gembloers (Frans: Olbert de Gembloux) (Leernes, ca. 980-985 - Luik, 14 juli 1048) was een benedictijns monnik en abt van de Abdij van Gembloers.

## Levensloop
Olbert werd achtereenvolgens opgeleid aan de Abdij van Lobbes, aan de Saint-Germain van Parijs en in Troyes. Hij keerde terug naar Lobbes in 1008. Daarna reisde hij naar Burchard van Worms en werkte hij waarschijnlijk mee aan diens Decretum, de beroemde collectie canoniek recht.
In 1012 werd Olbert verkozen aan het hoofd van de Abdij van Gembloers. Rond 1021 kreeg hij daarbovenop de leiding van de Sint-Jacobskerk in Luik. De grote trekken van zijn leven zijn opgetekend door Sigisbert van Gembloers, in zijn Gesta abbatum Gemblacensium.
Olbert had de reputatie een van de meest geraffineerde geletterden te zijn van zijn tijd. Onder zijn leiding groeide Gembloers uit tot een welvarende abdij en een intellectueel centrum met Europese uitstraling. Hij liet de abdijkerk herbouwen, ingewijd in 1021, en voegde nieuwe kloostergebouwen toe.